# Торопчин Анатолій Якович
Анатолій Якович Торопчин (1 листопада 1951, Карагандинська область, Казахстан) — український військовик. Генерал-полковник. Головнокомандувач військ ППО Збройних Сил України (2001–2005). Перший в історії сучасної України, Командувач Повітряних Сил Збройних Сил України (2005–2007).

## Біографія
Народився 1 листопада 1951 року в с. Атасу Аркинського району Карагандинської області (Казахстан). У 1973 році закінчив Ставропольське вище військове авіаційне училище льотчиків і штурманів Протиповітряної оборони. У 1986 році Військову академію Протиповітряної оборони ім. Г. Жукова.
У 1973–1983 рр. — проходив службу на посадах старшого льотчика ланки, старшого льотчика ескадрильї, командира ланки, заступника командира та командира ескадрильї, начальника повітряно-вогневої і тактичної підготовки. Після закінчення Військової академії Протиповітряної оборони — командир винищувального авіаційного полку, начальник авіації корпусу — заступник командира корпусу Протиповітряної оборони, начальник штабу — заступник начальника авіації окремої армії Протиповітряної оборони.
У 1992–1994 рр. — заступник командира 60-го корпусу Протиповітряної оборони.
З 1994 р. — командир південного району Протиповітряної оборони, з 1994 по 1998 р. — командир 60-го корпусу Протиповітряної оборони Сил Протиповітряної оборони України.
У 1998–2001 рр. — перший заступник командувача Сил ППО ЗС України.
З грудня 2001 по листопад 2004 р. — Головнокомандувач військ ППО Збройних Сил України. З листопада 2004 по
2005 р. — Головнокомандувач, з 2005 по листопад 2007 р. — командувач Повітряних Сил Збройних Сил України. 7 листопада 2007 року звільнений з лав Збройних Сил України.

## Нагороди та відзнаки
- Орден «За службу Батьківщині в Збройних Силах СРСР» ІІІ ст.,
- Орден Богдана Хмельницького
- відзнаки Міністерства оборони України «Знак пошани», «Доблесть і честь»
- іншими медалями та відомчими відзнаками